# Клячкинская больница
Клячкинская больница (она же — Лавки В. И. Романова, Дом И. Н. Журавлёва) — здание клиники Г. А. Клячкина в Казани, известное тем, что там в 1913 году умер татарский поэт Габдулла Тукай. Располагается на улице Островского, дом 11/6, на пересечении с улицей Кави Наджми, в Вахитовском районе.
Построено в 1853 году в качестве одноэтажных торговых лавок для купца В. И. Романова, а к 1875 году имело вид одноэтажного здания с многочисленными пристроями. По решению купца И. Н. Журавлёва, зятя и наследника Романова, в 1877 году дом был кардинально перестроен по проекту архитектора П. В. Тихомирова, приобретя подобие дворца. В 1908 году наследники Журавлёва продали владение купцу И. П. Зобнину, который превратил здание в доходный дом. В 1897 году здание арендовал под личную клинику известный физиолог и невропатолог Г. А. Клячкин, которую вскоре начали называть Клячкинской больницей. В 1913 году именно там скончался знаменитый татарский поэт Габдулла Тукай, госпитализированный с запущенным туберкулёзом. После революции 1917 года клиника была реквизирована советской властью, а в 1918 году там было положено начало чувашскому национальному театру. В последующие годы здание занимали Женский медицинский институт, акушерско-гинекологическая клиника, 2-я кафедра акушерства и гинекологии казанского Государственного института для усовершенствования врачей имени В. И. Ленина. В 1968 году в бывшей палате Тукая открылся музей его памяти. В 1996 году здание было признано памятником архитектуры и истории регионального значения, однако впоследствии пришло в упадок и было разграблено. Наконец, в 2003—2005 годах бывшую Клячкинскую больницу отреставрировали, после чего туда въехало министерство здравоохранения Республики Татарстан с восстановлением музея Тукая.

## История

### Строительство здания и размещение клиники
В середине XIX века домовладение принадлежало казанскому купцу В. И. Романову, избранному в 1839 году бургомистром Казанского городского магистрата. В 1853 году он построил там одноэтажные торговые лавки. К 1875 году владения включали в себя дом каменный двухэтажный с антресолями, двухэтажную пристройку к нему, каменную одноэтажную пристройку с правой стороны дома по улице и во дворе, каменный двухэтажный корпус, две каменные лавки, позади них — каменный одноэтажный корпус, в котором же две кладовые и сарай. По решению его зятя и наследника И. Н. Журавлёва в 1877 году дом был капитально перестроен по проекту архитектора П. В. Тихомирова и приобрёл подобие дворца. В 1908 году наследники Журавлёва продали участок купцу И. П. Зобнину, который провёл капитальную реконструкцию дома, превратив его в доходный. Именно там собственную частную клинику открыл известный физиолог и невропатолог Г. А. Клячкин, выпускник медицинского факультета Казанского императорского университета (1891), уроженец Несвижа, что в Минской губернии. В ту пору здание располагалось на углу Вознесенской улицы и Молочного переулка.

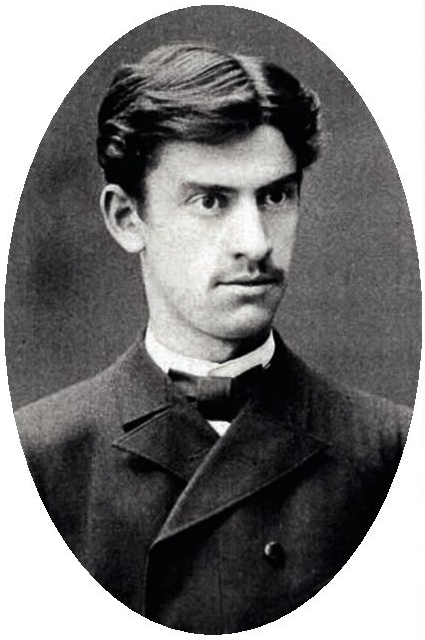
Клячкин — студент университета, 1887 г.

Оперевшись на ряд опубликованных научных трудов, Клячкин подготовил проект своего лечебного заведения, который 22 декабря 1897 года был утверждён Министерством внутренних дел Российской империи как «Устав водолечебницы с кабинетом для лечения электричеством и массажем доктора медицины Г. А. Клячкина в гор. Казани». Поначалу в доходном доме купца Журавлёва он просто арендовал площади под клинику и собственную квартиру. В казанских газетах была дана реклама и дело Клячкина пошло в гору. 22 мая 1903 года по его прошению в министерстве был утверждён новый устав клиники со стационаром, амбулаторией для приходящих больных, терапевтическим, хирургическим и гинекологическим отделениями, а также большим отделением для физиотерапии и водолечения, для чего Клячкин арендовал у наследников Журавлёва всё здание и дворовые постройки.
Согласно газетным рекламам, больница, именовавшаяся как «Институт физических методов лечения», действовала круглый год, приём приходящих больных вёлся ежедневно, имелись постоянные кровати и велись консультации врачей, функционировали отделения для нервных, внутренних, женских болезней, предлагались массаж, водоэлектросветолечебница, рентгеновский кабинет, действовал аппарат токов Д’Арсонваля, эманаторий для лечения радием подагры, невралгии, ревматизма, сахарной болезни. Клиника не шла ни в какое сравнение с государственными и частными больницами, была известна высоким качеством оказания медицинской помощи и демократичностью персонала.

### Лечение Габдуллы Тукая

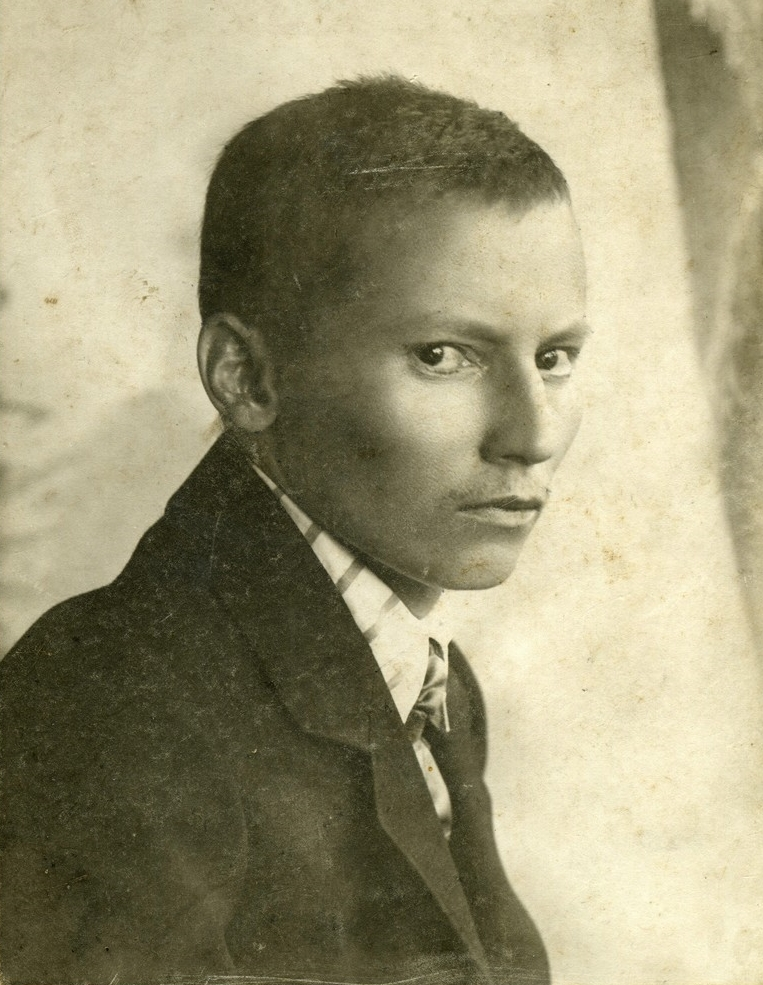
Габдулла Тукай, 1912 г.

26 февраля (11 марта) 1913 года татарский поэт Габдулла Тукай в связи с обострением болезни был отвезён в клинику Клячкина — «подчинившись настоятельному совету и требованию уважаемых докторов», как указал в письме в редакцию журнала «Ялт-Йолт», в котором сотрудничал. В детстве Тукай сиротствовал, мучался от голода и холода, и по-видимому примерно в то же самое время заразился туберкулёзом глаза; деревенская знахарка «лечила» глаза сахарной пудрой, в результате чего на одном из них образовалось «бельмо» и тот ослеп совсем. Впоследствии, туберкулёз перешёл на лёгкие, в том числе из-за бытовой неустроенности и недоедания. Устроившись в городе после долгих скитаний, Тукай снял комнату в номерах «Булгар», сырую и холодную, «на одной из вонючих улиц Казани», а точнее на углу Московской и Евангелистовской; это всё также не способствовало выздоровлению. Тукай мучался от ознобов, жара и кашля, притом что ещё и много и часто курил.
Впоследствии Тукай переехал в номера «Амур», откуда и был госпитализирован в связи с резким ухудшением состояния здоровья. Тукай знал о своём диагнозе, ему становилось хуже и доходило до кровавого кашля, однако поэт не ходил к врачам, так как «не верил медицине» и вообще «решил жить так же один-одинёшенек, никуда не ходить, никого не принимать, кушать и спать, читать и писать, болеть и не стонать»; наконец, от безысходности, невозможности дальше обслуживать себя и бороться с болезнью самостоятельно, он был вынужден обратиться в больницу. За Тукая попросили его друзья, революционно настроенные молодые люди, обнаружившие в Клячкине какую-то душевную близость и оттого решившие, что именно он сможет облегчить страдания поэта. Клячкин в своём кабинете встретил Тукая, лично его осмотрел, а затем решил принять его в стационар. Клячкин нарушил устав своей лечебницы, запрещавший принимать заразных больных, которым собственно и был Тукай, имевший открытую форму туберкулёза. Клиника находилась под постоянным наблюдением врачебного отделения Казанского губернского правления, куда направлялись срочные ведомости и сведения о больных стационара, которые для прописки в местном полицейском участке предъявляли удостоверяющие личность документы, а Клячкин был обязан хранить их у себя в сейфе до выписки выздоровевшего. Тем не менее, он скрыл госпитализацию Тукая от властей и оставил его паспорт у себя в сейфе.

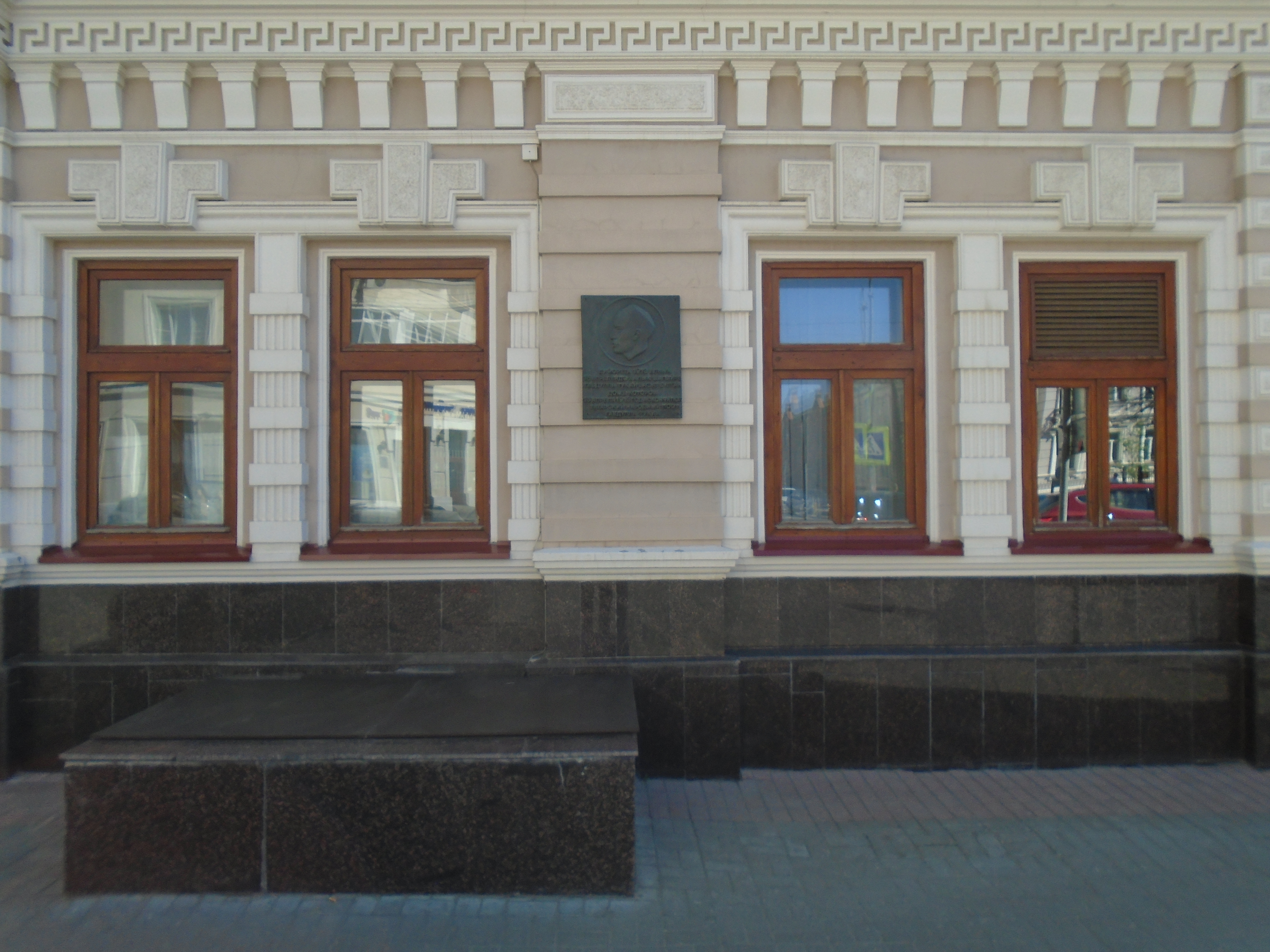
Окна палаты Тукая, 2023 г.

Клиника была не самой дорогой в городе, однако оплата месячного лечения там обходилась в 150 рублей, огромную по тем временам сумму. По уставу Клячкин имел право на свое усмотрение принимать безвозмездно неимущих больных, для которых была отведена одна бесплатная кровать в общей палате стационара. В связи с особенностями болезни Тукай был помещён на первом этаже лечебницы в одноместную палату с двумя окнами, выходящими в Молочный переулок. В отличие от гостиничных номеров, это была тёплая светлая комната с высоким потолком, водопроводом, фаянсовым умывальником и туалетом, а в распоряжении поэта были кровать с подушками и одеялом, бельё, пижама, байковый халат, полотенца, тапочки, чистая посуда. Тукая кормили три раза в день, за ним ухаживали санитары и фельдшерицы. Для консультаций Клячкин пригласил своих друзей-врачей с соседних улиц: лечащим врачом поэта согласился стать Р. А. Лурия, тогда как лечением глаз занялся А. А. Элинсон.
Диагностировав чахотку, полное разрушение одного лёгкого и сохранность лишь небольшой части второго, запущенный туберкулёзный процесс глаза и слепоту на него, сильное истощение, легочную и сердечную недостаточность, врачи пришли к вердикту о том, что Тукай проживёт не больше месяца. В то время не существовало эффективных способов лечения туберкулёза; однако, возможно, что Тукаю делали инъекции камфоры и давали настойку строфанта для облегчения его состояния. Клячкин фактически подарил поэту месяц плодотворной работы, последней в его жизни. Через больницу проходил поток как друзей и почитателей Тукая, так и вовсе незнакомцев. Он много трудился, отсылал стихи, статьи и фельетоны в различные газеты и журналы, регулярно читал татарскую и русскую периодику, а также подготавливал к печати новый большой сборник своих избранных произведений. 14 марта в газете «Кояш» была опубликована написанная на больничной койке статья «Первое дело по пробуждении», своего рода поэтическое завещание поэта, собственная его литературно-критическая оценка своего же творчества.
Я и сам, всё более приближаясь к своему пожеланию «Заболеть хотя бы что ли!», всё ждал времени, чтобы как-то вычистить мою духовную комнату, и надеялся, что Аллах даст мне путь. Вот Аллах открыл мне путь, я освободился, чтобы прибрать мою «комнату». Уже и чисто подмёл. Эй, тюркское дитя в любом уголке земли! Учёный, философ, падишах или нищий! Теперь я не стыжусь впустить тебя в мою комнату, кто бы ты ни был; я могу сам, нахваливая свою книгу стихотворений, подарить её тебе.Габдулла Тукай, «Первое дело по пробуждении», газета «Кояш», № 77, 14 марта 1913 года.
47-летний Клячкин, несмотря на двадцатилетнюю разницу в возрасте, проводил целые вечера у постели Тукая, беседовал с ним о литературе и делился книгами из личной библиотеки, даже запрещёнными, а также прислал своего адвоката для защиты авторских прав поэта в связи с нахлынувшими книгоиздателями. 28 марта, за четыре дня до смерти, Тукай написал свои последние стихи («Слова Толстого», «На досуге», «Школа»). Через два дня он и вовсе не мог уже больше писать, навсегда отложив перо. 31 марта к Тукаю зашёл Лурия, который утешил его словами о выздоровлении, но в личной беседе с друзьями поэта сказал, что тому осталось всего лишь несколько дней жизни. К вечеру состояние Тукая резко ухудшилось, поднялась температура, затруднилось дыхание, в результате чего он ночь не спал. 1 апреля на вопрос о самочувствии поэт ответил одним словом: «Смерть». В тот же день друзья Тукая пригласили фотографа И. М. Якобсона, который с разрешения поэта запечатлел его облик. Именно в Клячкинской больнице, за день до смерти Тукая, были сделаны последние его фотографии. Тогда же поэт оставил словесное завещание: задолженные издателями пятьсот рублей он распорядился использовать в качестве стипендии на обучение какого-нибудь способного татарского ребёнка-сироты.

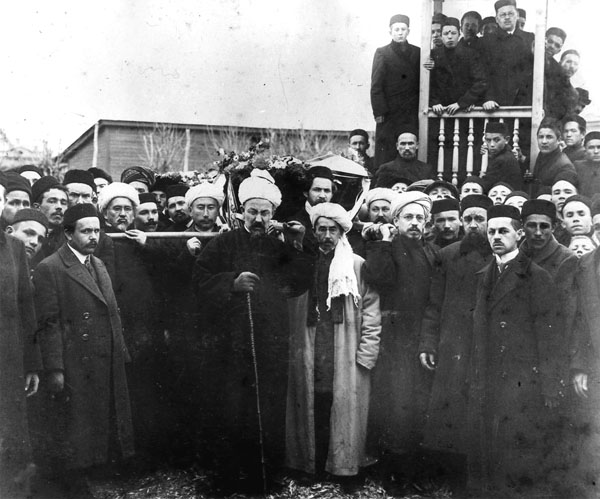
Траурная процессия на похоронах Тукая, 4 апреля 1913 г.

В ночь Тукаю несколько полегчало, с друзьями он имел довольно оживлённую беседу за чаем, но улучшение состояния оказалось кратковременным. 2 (15) апреля 1913 года в 8 часов 15 минут вечера Тукай скончался в возрасте 26 лет, немного не дожив до 27-летия. В больнице Тукай пробыл чуть больше месяца; он умер в том же месяце, в котором и родился. Клячкин передал паспорт Тукая и срочный билет лечебницы с указанием диагноза, времени и методов лечения за своей подписью в местную полицейскую часть  — в революционном хаосе эти документы были уничтожены вместе с другими полицейскими архивами, как впрочем и весь архив клиники Клячкина. 4 апреля было сделано последнее фото открытого лица Тукая и снята посмертная маска, после чего его тело было положено в табут, украшенный венками и лентами стихов. После этого траурная процессия двинулась в путь пешком со двора Клячкинской больницы, на Юнусовской площади была произнесена джаназа, а затем Тукай был похоронен на Татарском кладбище при большом стечении народа. Прощание превратилось в стихийную демонстрацию, в которой приняло участие порядка десяти тысяч человек.

### Последующая судьба

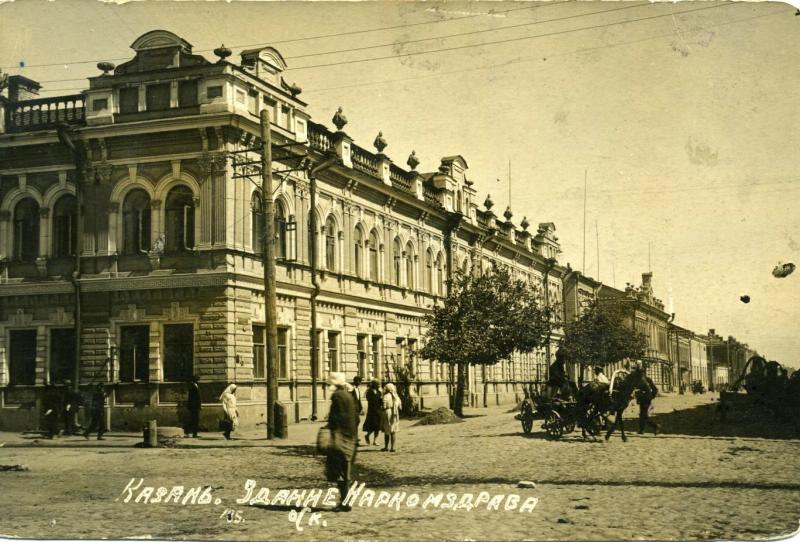
Бывш. Клячкинская больница, 1930-е

В 1918 году в Клячкинской больнице, которую в то время занимал Женский медицинский институт, возник чувашский национальный профессиональный театр. Именно там 14 января был дан первый спектакль на чувашском языке «Ху пурăнас тенĕ пек ан пурăн» по пьесе А. Н. Островского «Не так живи, как хочется», который поставил руководитель чувашской театральной группы — студент Казанской художественной школы и начальник чувашской секции политотдела штаба Восточного фронта И. С. Максимов-Кошкинский. В годы гражданской войны Клячкин прятал в своей клинике находившихся в подполье большевиков, в том же году она была реквизирована советской властью.
Долгое время в здании Клячкинской больницы находилась акушерско-гинекологическая клиника, а в 1960 году туда переехала и 2-я кафедра акушерства и гинекологии казанского Государственного института для усовершенствования врачей имени В. И. Ленина (ГИДУВ; в дальнейшем — Казанская государственная медицинская академия), имевшая в своём распоряжении 100 коек, из которых 70 родильных и 30 гинекологических. В 1968 году по ходатайству председателя Союза писателей ТАССР Гарифа Ахунова в палате Тукая была открыта мемориальная комната. Музей организовала заведующая кафедрой профессор З. Ш. Гилязутдинова, кабинет которой располагался как раз в бывшей палате Тукая. Она установила место смерти поэта благодаря его предсмертным фотографиям, на которых виден умывальник с художественным кафелем, который как раз стоял в профессорском кабинете. По этим же фото была восстановлена и сама палата, в которой не было особых реликвий кроме самих стен, помнивших Тукая. Музей начинался с нескольких альбомов архивных фотографий и вырезок из газет, которые были собраны лично Гилязутдиновой. 

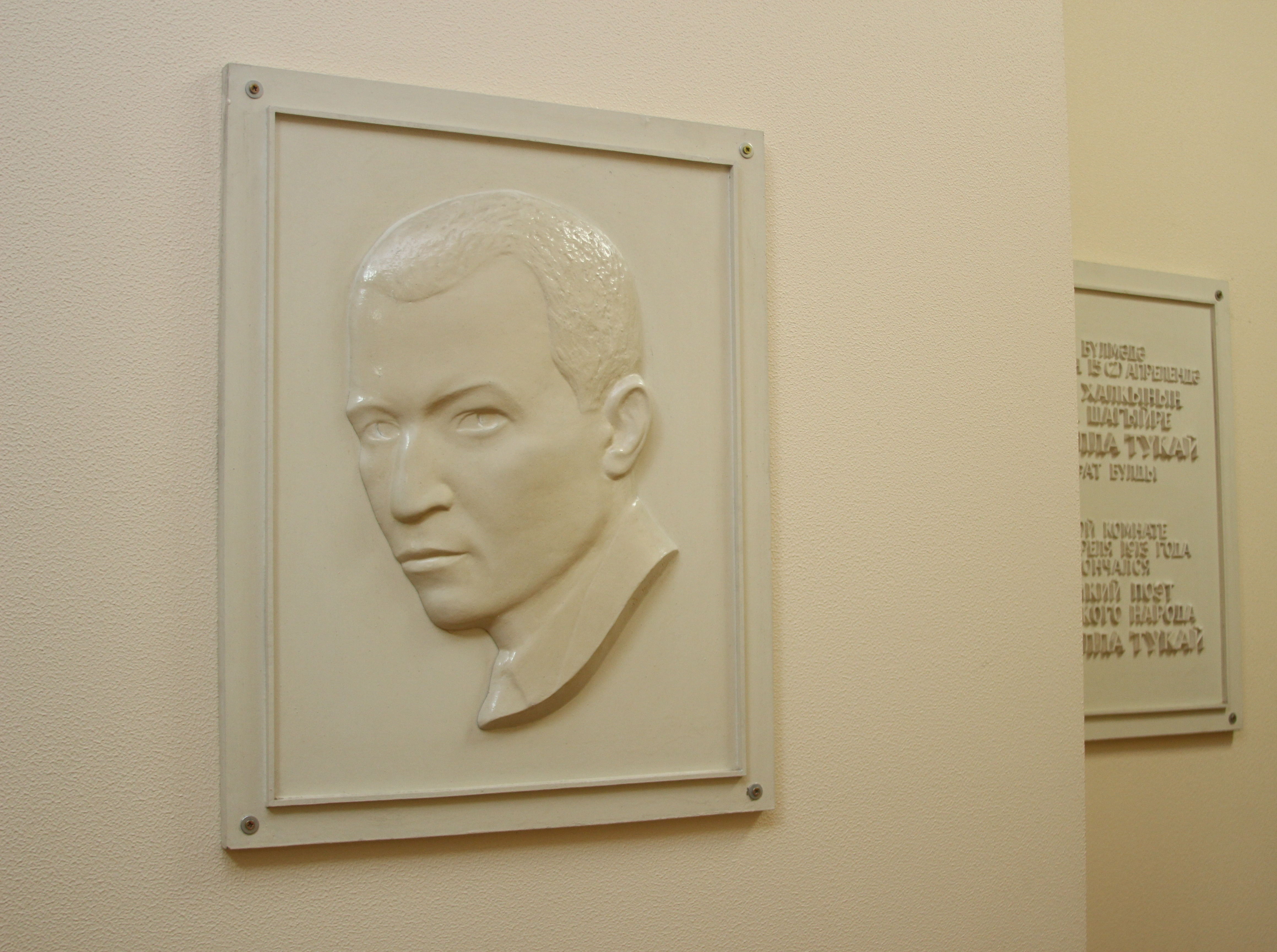
Доски у палаты Тукая

В 1996 году здание было классифицировано как памятник архитектуры и истории регионального значения. В 1997 году оно закрылось на капитальный ремонт. Долгое время Клячкинская больница находилась в упадке, здание было заброшено, все материальные ценности были разграблены — со стен палаты Тукая содрали даже фаянсовый умывальник вместе с кафелем, а с фасада исчезла мемориальная доска, которая затем по счастливому стечению судьбы обнаружилась в груде строительного мусора. В 2003—2005 годах здание было отреставрировано, и с тех пор находится в хорошем состоянии. В 2012—2013 годах повторно отремонтирован фасад.
В 2005 году Клячкинскую больницу заняло министерство здравоохранения Республики Татарстан. В 2018 году там был открыт музей, работа по воссозданию которого велась с 2006 года. В палате Тукая находится рабочий кабинет советника министра здравоохранения, а также небольшая экспозиция. В воссозданном интерьере находится имитированная печь, стилизованная под старину деревянная мебель, старинная металлическая кровать, четыре музейные витрины с различными экспонатами, связанными с личностью и творчеством поэта. В коридоре у двери палаты находятся две доски с барельефом Тукая и информацией о том, что он здесь скончался. Ещё одна мемориальная доска находится на фасаде здания со следующим текстом: «В этом доме 15 апреля 1913 года скончался татарский народный поэт Габдулла Тукай». Здание и поныне известно именно как Клячкинская больница. После варварского сноса номеров «Булгар» в 2008 году, Клячкинская больница осталась практически единственным местом, непосредственно связанным с жизнью Тукая в Казани. В 2023 году министерство здравоохранение РТ переехало в здание ГИДУВа на улице Муштари, а Клячкинскую клинику отвели под татарстанское отделение российского движения детей и молодежи «Движение первых».
|                                                             |  |  |  |  |  |
| Экспозиция мемориальной палаты Тукая в Клячкинской больнице |  |  |  |  |  |

## Архитектура
Занимает угловое положение на пересечении улиц Островского и Наджми, дом 11/6. Представляет собой двухэтажный особняк. Здание, сложенное из оштукатуренного кирпича, относится к архитектуре периода начала XX века в стиле эклектики. Два равнозначных фасада богато украшены лепниной. Первый этаж имеет рустованные стены и высокий цоколь, а также спаренные прямоугольные окна, которые разделены лопатками. Проёмы окон второго этажа выполнены в виде арок, опирающихся на полуколонны и пилястры коринфского ордера. Простенки оформлены такими же спаренными пилястрами, которые поддерживают высокий профилированный фриз и карниз. Над каждым простенком стоят массивные столбы квадратного сечения, увенчанные вазами и поддерживающие балюстраду над карнизом. Входные двери в центральной части каждого из фасадов отмечены балконами в сочетании с раскреповкой фриза и карниза.
Все мы были из больницы Клячкина… Точнее, все те, кто родился в начале шестидесятых годов в сердце Казани… Если тогда ваши родители жили на Баумана и ждали Вас, ещё не появившегося на свет, то Вы точно вылупились бы из своей скорлупы в здании больницы Клячкина, находящейся на улице Островского. Именно там располагалось главное родильное заведение Казани. Именно оттуда произрастали Казань и казанцы.Рамиль Гарифуллин.